# Bosco-Gurin
Bosco-Gurin (en suizo alemán Guryn) es una comuna suiza del cantón del Tesino, situada en el distrito de Vallemaggia, círculo de Rovana.

## Geografía
Situada en el val Maggia, la comuna de Bosco/Gurin se encuentra situada a 1506 metros de altura, lo que la convierte en la comuna de mayor altitud de todo el cantón.
Bosco/Gurin limita al norte con la comuna de Cevio, al este con Cerentino, al sur con Campo (Vallemaggia), y al oeste con Formazza (IT-VB), Premia (IT-VB).

## Historia

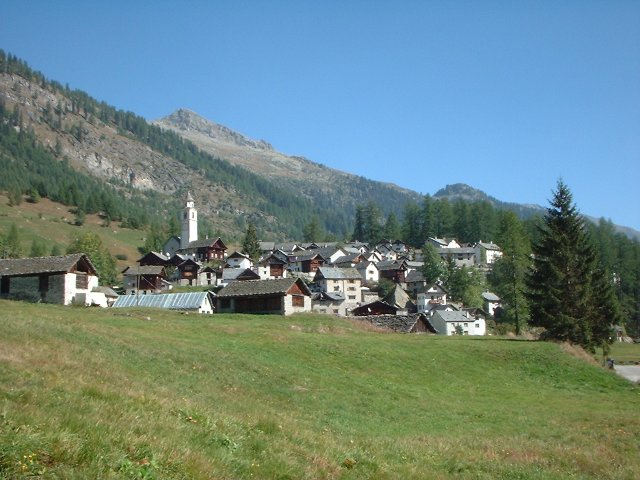
Bosco Gurin vista desde el Oeste con el pico Orsabetta en el fondo.

Originarios del Val Formazza (Valle Formazza), los walser se instalaron en Bosco/Gurin en los alrededores del año 1240, a pedido de los señores de Milán y de los Capitanei de Locarno que querían un ejército de mercenarios. En 1244, arrendaron a los nobles de Locarno y a la comuna de Losone los alpages de la región, de los que serían propietarios más adelante.
La primera mención escrita de la existencia de Bosco/Gurin data de 1253, bajo el topónimo de Lo Busco de Quarino. En dicha mención se indica la consagración de la iglesia de San Cristóbal y Santiago por un párroco de la Orden Franciscana de la iglesia San Jorge de Locarno, probablemente en el momento en que la parroquia fue separada de la de Cevio. De 1798 a 1803 durante la República Helvética, Bosco/Gurin perteneció al cantón de Lugano, y desde 1803 al del Tesino.
La comunidad vivió con cierto aislamiento hasta principios del siglo XX, y los pocos contactos existentes eran principalmente con el Val Formazza y el Valais; el aislamiento geográfico también ayudó a reforzar el particular modo de vida y las tradiciones locales.

## Demografía
La demografía de Bosco-Gurin ha ido cayendo desde 1850 hasta hoy, donde apenas viven 56 personas (31/12/2013).

### Evolución demográfica
| 235                      | 382 | 344 | 210 | 186 | 65 | 58 | 86 | 72 | 48 | 56 |
| (Fuente: Gobierno suizo) |     |     |     |     |    |    |    |    |    |    |

## Lengua
Tradicionalmente Bosco/Gurin ha sido la única comuna germanófona del Tesino. La lengua hablada es un dialecto suizo-alemán llamado Guryner Titsch o Guryner Ditsch. La existencia de esta población fue documentada por un informe escrito en latín medieval por el notario Bonifacio Zanello de Ascona, el topónimo entonces mencionado era Lo Bosco de Quarino.
Actualmente, el alemán se encuentra en retroceso, mientras que el italiano gana en porcentaje. En 1970, 82% de la población era de lengua materna alemana, mientras que en el censo del año 2000 sólo un 33% decía hablar alemán como lengua materna.